# Тапакуло парамський
Тапакуло парамський (Scytalopus canus) — вид горобцеподібних птахів родини галітових (Rhinocryptidae).

## Поширення
Ендемік Колумбії. Поширений на високогір'ях Парамо-де-Парамільйо та Парамо-де-Фронтіно у горах Кордильєра-Оксиденталь. Його середовище проживання обмежується вузькою смугою деревної рослинності (чагарники, низькорослі дерева та ліси Polylepis) між гірськими лісами та пасовищами парамо, ширина якою часто становить лише сотні метрів.